# TVP Historia
TVP Historia — польський національний тематичний телеканал суспільного мовлення з центром мовлення у Варшаві.
Програма каналу присвячена історичній тематиці.

## Історія
2 серпня 2006 року до Національної ради з телебачення та радіомовлення було подано заявку створення національного телеканалу історичної тематики.
Новостворений канал вийшов в ефір 3 травня 2007 року.
З 25 червня 2007 року мовив з понеділка по п'ятницю протягом 10.00–0.00 годин, у вихідні дні з З 8.00 до 0.00. З вересня 2008 року телеканал розпочав показ програм іноземного виробництва зі субтитрами польською мовою. Мовлення здійснювалося у час 15.00-23.00. Нині  канал мовить з 7.00 до 4.00 сім днів на тиждень
(marzec 2017).
29 грудня 2014 року канал  закодовано.
Навесні 2018 розпочато трансляцію телеканалу в мережі наземного цифрового телебачення Литви.